# Хамберг (город, Миннесота)
Хамберг (англ. Hamburg) — город в округе Карвер, штат Миннесота, США. На площади 0,5 км² (0,5 км² — суша, водоёмов нет), согласно переписи 2002 года, проживают 538 человек. Плотность населения составляет 1041,3 чел./км².
- Телефонный код города — 952
- Почтовый индекс — 55339
- FIPS-код города — 27-26666[1]
- GNIS-идентификатор — 0644598[2]